# Shibtu
Shibtu (va regnar entre c. 1775 aC i c. 1761 aC) va ser l'esposa de Zimri-Lim i reina consort de l'antiga ciutat estat de Mari, en la moderna Síria. L'historiador Abraham Malamat la va descriure com «la més prominent de les senyores Mari».

## Família
Shibtu va néixer dins de la família reial del regne de Yamkhad. Els seus pares eren Yarim-Lim I, rei de Yamkhad, i Gashera, la seva reina consort.
Zimri-Lim es va veure obligat a fugir de Mari quan el seu pare, el rei Yakhdun-Lim, va ser assassinat en un cop d'estat i Yasmah-Adad va usurpar el tron. Zimri-Lim es va aliar amb Yarim-Lim de Yamkhad, que li va ajudar a recuperar el seu tron de Mari, i va cimentar la seva aliança amb ell casant-se amb la seva filla Shibtu.
Els descendents de Zimri-Lim i Shibtu van incloure almenys set filles. Diverses de les seves filles es van casar amb altres famílies reials de l'antic Orient Pròxim, incloent Ibbatum, que es va casar amb Himidiya, el rei d'Andarik i Inib-Sharri, que es van casar amb Ibal-Addu, cap d'Ashlakka.

## Reina de Mari
He fet les meves preguntes sobre Babilònia. Aquest home trama moltes coses contra aquest país, però no tindrà èxit. El meu Senyor veurà el que el déu li farà. El capturaràs i dominaràs. Els seus dies estan numerats i no viurà molt de temps. El meu Senyor ho ha de saber!
Shibtu va gaudir d'amplis poders administratius com a reina. Durant l'absència de Zimri-Lim, Shibtu s'encarregava de l'administració de la ciutat, el palau reial i el temple. Les tauletes trobades a Mari revelen correspondència regular entre Shibtu i el seu marit en la seva absència.
Les cartes eren en la seva majoria de caràcter administratiu, incloent informes sobre l'estat de la ciutat i sessions d'informació militar i d'intel·ligència. També es van intercanviar cartes personals, incloent una notificació al rei del naixement d'un noi i una nena bessons.
Les cartes de Shibtu reflectien un profund afecte per al seu marit i preocupació per la seva salut i benestar durant les seves campanyes. Zimri-Lim, igualment, li va enviar cartes sobre les seves batalles i on es trobaven, i li va instruir en el govern de la ciutat.
En una de les seves cartes, Shibtu informa a Zimri-Lim, a petició seva, sobre la profecia de l'oracle referent l'atac dels babilonis contra Mari dient que acabaria en fracàs. La profecia, però, va ser errònia i els babilonis, sota Hammurabi van conquerir Mari el 1761 aC.

## Homenatge
Iltani és una de les 999 dones que el seu nom figura al Heritage Floor del The Dinner Party, de Judy Chicago. Està associada a la deessa Ixtar, la tercera convidada de l'ala I de la taula.